# Delo Industrie Klebstoffe
Delo Industrie Klebstoffe (Eigenschreibweise: DELO) ist ein führender Hersteller von industriellen Spezialklebstoffen sowie dazugehörigen Dosier- und Aushärtegeräten. Das Unternehmen ist weltweit tätig und verfügt über Tochtergesellschaften in China, Japan, Malaysia, Singapur und den USA sowie über Niederlassungen in Taiwan und Südkorea.

## Geschichte
- 1961: Unternehmensgründung in München
- 1994: Umzug nach Landsberg am Lech
- 1997: Im Zuge eines Management Buy-out wurde DELO ein eigenständiges Unternehmen unter der Geschäftsführung von Wolf-Dietrich Herold und Sabine Herold.
- 2004: Aufbau einer Repräsentanz in Shanghai/China
- 2005: Aufbau einer Repräsentanz in Singapur
- 2007: Verlegung des gesamten Unternehmensstandorts nach Windach
- 2008: Gründung einer Tochtergesellschaft in Boston, USA – DELO Industrial Adhesives LLC
- 2012: Gründung einer Tochtergesellschaft in Singapur – DELO Industrial Adhesives (Singapore) Pte. Ltd.
- 2013: Gründung einer Tochtergesellschaft in Shanghai, China – DELO Industrial Adhesives (Shanghai) Co. Ltd
- 2017: Gründung einer Tochtergesellschaft in Yokohama, Japan – DELO Industrial Adhesives Inc. (Japan)
- 2021: Gründung einer Tochtergesellschaft in Kuala Lumpur, Malaysia – DELO Industrial Adhesives SDN. BHD (Malaysia)

## Produkte und Technologie
Klebstoffe, Vergussmassen und optische Materialien von DELO werden insbesondere für mikro- und optoelektronische Anwendungen in der Unterhaltungselektronik, Halbleiter- und der Automobilindustrie eingesetzt. Das Unternehmen hat sich auf lichthärtende und dualhärtende Produkte für die industrielle Serienfertigung spezialisiert. Die dabei verwendeten Polymere erhalten ihre vollständige bzw. Anfangsfestigkeit größtenteils unter UV-Licht. Bei der Verklebung von Chipkarten wie Kreditkarten ist DELO Weltmarktführer. Der Mittelständler gilt daher als Hidden Champion. Auch stecken in fast jedem Mobiltelefon weltweit Klebstoffe des Unternehmens.
Darüber hinaus entwickelt und produziert DELO Mikrodosierventile und LED-Lampen für das Dosieren und Aushärten der Klebstoffe.

## Auszeichnungen
DELO hat unter anderen den Innovationspreis der deutschen Wirtschaft 2014 in der Kategorie Mittelstand und den n-tv Hidden Champion Award 2016 in der Kategorie Innovation gewonnen. 2019 brach das Unternehmen den Weltrekord für das schwerste mit Klebstoff gehobene Gewicht.

## Finanzdaten
Die Umsatz- und Mitarbeiterzahlen seit 2015/16 basieren auf den konsolidierten Zahlen des Konzernabschlusses, die Vorjahre auf dem Jahresabschluss der Muttergesellschaft:
| Geschäftsjahr | Umsatz (Mio. €) | Mitarbeiter | Quelle |
| ------------- | --------------- | ----------- | ------ |
| 2021/22       | 182             | 900         | [ 11 ] |
| 2020/21       | 167             | 820         | [ 12 ] |
| 2019/20       | 163             | 800         | [ 13 ] |
| 2018/19       | 156             | 734         | [ 14 ] |
| 2017/18       | 158             | 611         | [ 15 ] |
| 2016/17       | 94              | 560         | [ 16 ] |
| 2015/16       | 80              | 500         | [ 17 ] |
| 2014/15       | 71              | > 450       | [ 18 ] |
| 2013/14       | 58              | > 400       | [ 19 ] |
| 2012/13       | 50              | 350         | [ 20 ] |
| 2011/12       | 43              | 300         | [ 21 ] |

Mehr als 80 Prozent des Umsatzes erzielte das Unternehmen zuletzt im Ausland.